# José Ángel Montañés Bermúdez
José Ángel Montañés Bermúdez (Murcia, 1962) es un periodista e historiador español. Entre 1990 y 2007 fue documentalista en El País, y desde 2007 es redactor de cultura del mismo diario, donde trabaja como responsable de Arte y Patrimonio. Ha hecho un seguimiento exhaustivo de conflictos patrimoniales como el de las obras de arte de la herencia de Julio Muñoz Ramonet, el que enfrenta a Cataluña con Aragón por las obras del Monasterio de Sigena (Huesca) y el del claustro del Mas del Vent de Palamós (Baix Empordà), entre otros. También ha publicado un buen número de artículos sobre el arquitecto Antoni Gaudí y su obra y de otros artistas como Pablo Picasso y Salvador Dalí. Como historiador ha publicado artículos sobre personajes del XVI, como Luis Manrique de Lara, cura de Carlos I y Limosnero de Felipe II y desde 2007 es autor de una página web sobre la historia de la localidad de Villapalacios. En 2020 publicó el libro El niño secreto de los Dalí (Roca Editorial), sobre la relación de Dalí con Joan Figueras.
En 2022 publica el libro Entre espadas y crucifijos, un recorrido por la historia y los personajes destacados del municipio de Villapalacios (Albacete) en el siglo XVI. Este mismo año fue guardonado por la Asociación de Museólogos de Catalunya en la categoría "Trayectorias profesionales en el ámbito de la comunicación cultural", por su papel en la difusión de los museos y el patrimonio, en la primera edición que se atorgaba esta categoría.